# 1117. grenadirski polk (Wehrmacht)
1117. grenadirski polk (izvirno nemško 1117. Grenadier-Regiment; kratica 1117. GR) je bil pehotni polk Heera v času druge svetovne vojne.

## Zgodovina
Polk je bil ustanovljen 11. julija 1944 kot sestavni del 552. grenadirske divizije; 25. julija istega leta je bil preimenovan v 37. grenadirski polk. 